# Controllore di volo
I controllori di volo sono il personale dei centri di controllo missione che controlla un veicolo spaziale durante il volo spaziale, ad esempio il Centro di controllo missione Christopher C. Kraft Jr. della NASA o il Centro europeo per le operazioni spaziali dell'ESA. I controllori di volo lavorano ai computer delle postazioni (anche chiamate console) e usano la telemetria per monitorare vari aspetti tecnici di una missione spaziale in tempo reale. Ogni controllore è un esperto in un'area specifica e comunica costantemente con altri esperti nella backroom. Il Direttore di volo, che guida i controllori di volo, monitora le attività della sua squadra di controllori e ha la responsabilità per il successo e la sicurezza della missione.

## Controllori di volo della NASA
La sala in cui lavorano i controllori di volo ha assunto nomi diversi nel tempo, Sala di controllo delle operazioni di missione (Mission Operations Control Room, MOCR) fino agli anni '80, mentre ora è conosciuta come Sala di controllo di volo (Flight Control Room, FCR). I controllori sono esperti in singoli sistemi e esprimono consigli al direttore di volo sulle loro aree di responsabilità. Qualsiasi controllore può chiamare per un'interruzione della missione (Abort) se le circostanze lo richiedono. Prima di eventi significativi, il direttore di volo domanda ad ogni controllore di decidere se proseguire o interrompere la missione, il cosiddetto GO/NO-GO o Launch Status Check. Se i loro sistemi non presentano problemi, ogni controllore da un GO, ma se c'è un problema che richiede una sospensione (Hold) o un'interruzione, la risposta sarà un NO-GO. Un'altra forma di questo procedimento è il STAY/NO-STAY, nel momento in cui la navicella ha completato una manovra ed è "parcheggiata" vicino ad un altro corpo, ad esempio in orbita intorno alla Terra o alla Luna, o durante gli atterraggi lunari.
I controllori delle MOCR/FCR sono supportati dalle backroom, sale in cui sono situate altre squadre di controllori. La backroom in passato veniva formalmente chiamata Sala del personale di supporto (Staff Support Room, SSR), mentre ora è conosciuta come Sala di supporto multiuso (Multi-Purpose Support Room, MPSR), anche se il termine backroom resta quello più diffuso, in contrapposizione con la Frontroom, la sala principale. I controllori di volo della backroom sono responsabili dei dettagli del sistema assegnato loro e di formulare consigli sulle azioni necessarie da eseguire per tale sistema. I controllori di volo della Sala principale sono responsabili dell'integrazione delle esigenze del loro sistema e con quelle del resto della squadra dei controllori per sviluppare un piano d'azione coeso, anche se tale piano non è necessariamente il migliore per il sistema di cui sono responsabili i singoli. All'interno della catena di comando del MCC, le informazioni e le raccomandazioni passano dalla backroom alla sala principale al Direttore di volo, e poi, potenzialmente, all'equipaggio in orbita. Generalmente, la squadra dei controllori di volo nella MOCR/FCR ha più esperienza rispetto a quella della SSR/MPSR, anche se i controllori di volo più esperti periodicamente tornano nella backroom per supportare i controllori meno esperti.
Un esempio dell'utilità di questo sistema si è verificato durante la discesa del Modulo Lunare dell'Apollo 11, quando sono scattati gli allarmi del programma "1202" e "1201". Il controllore GUIDO Steve Bales, non sicuro se dichiarare o meno l'interruzione della missione, si è fidato degli esperti GUIDO della backroom, in particolare del controllore Jack Garman, che gli ha riferito che si trattava di un sovraccarico del computer, ma che poteva essere ignorato se intermittente. Bales dichiarò "GO", il Direttore di volo Gene Kranz accettò la sua decisione facendo proseguire la missione che venne completata con successo. Senza il supporto della backroom, un controllore potrebbe prendere una decisione non corretta in base ad un ricordo sbagliato o informazioni non prontamente disponibili per la persona nella postazione. Le operazioni oggigiorno più tranquille a bordo della Stazione Spaziale Internazionale (ISS) hanno reso non più necessaria la presenza del supporto continuativo della backroom. I controllori di volo FCR si assumono infatti la responsabilità delle operazioni per la maggior parte del tempo, e la backroom viene usata solo per i periodi di attività ad alta intensità.
I controllori di volo della FCR e backroom sono ulteriormente supportati da progettisti hardware e software, analisti e specialisti ingegneri in altre parti dell'edificio o strutture remote. Queste squadre di supporto esteso possiedono strumenti di analisi più precisi e l'accesso a dati di sviluppo e test che non sono facilmente accessibili alla squadra di controllo di volo. Queste squadre di supporto vengono indicate con il nome della loro stanza nel Controllo Missione, nei programmi passati come Sala di integrazione delle operazioni di missione (Mission Operations Integration Room, MOIR), e ora come Sala di valutazione della missione (Mission Evaluation Room, MER). Mentre i controllori di volo e le loro backroom sono responsabili del processo decisionale in tempo reale, la MOIR/MER fornisce i dati dettagliati e la cronologia necessari per risolvere i problemi a lungo termine.
Anche le missioni spaziale senza equipaggio americane hanno controllori di volo, ma sono gestite da altre organizzazioni, il Jet Propulsion Laboratory o il Applied Physics Laboratory dell'Università Johns Hopkins per le missioni nello spazio profondo o il Goddard Space Flight Center per missioni vicino alla Terra.
Ogni controllore di volo ha un indicativo di chiamata univoco, che descrive le responsabilità della postazione. L'indicativo di chiamata e la responsabilità si riferiscono alla particolare postazione, e non alla persona, dal momento che le missioni di lunga durata vengono gestite 24 ore su 24 e ad ogni cambio di turno una persona diversa assume il controllo della postazione.
Le responsabilità dei controllori di volo sono cambiate nel tempo e continuano ad evolversi. Vengono aggiunte nuove postazioni e certe attività vengono riassegnate ad altre per tenere il passo con i sistemi tecnici in continua evoluzione. Ad esempio, l'EECOM gestiva i sistemi di comunicazione del modulo di comando e di servizio dell'Apollo fino alla missione Apollo 10, che in seguito venne assegnato ad una nuova postazione chiamata INCO.

## Postazioni più comuni

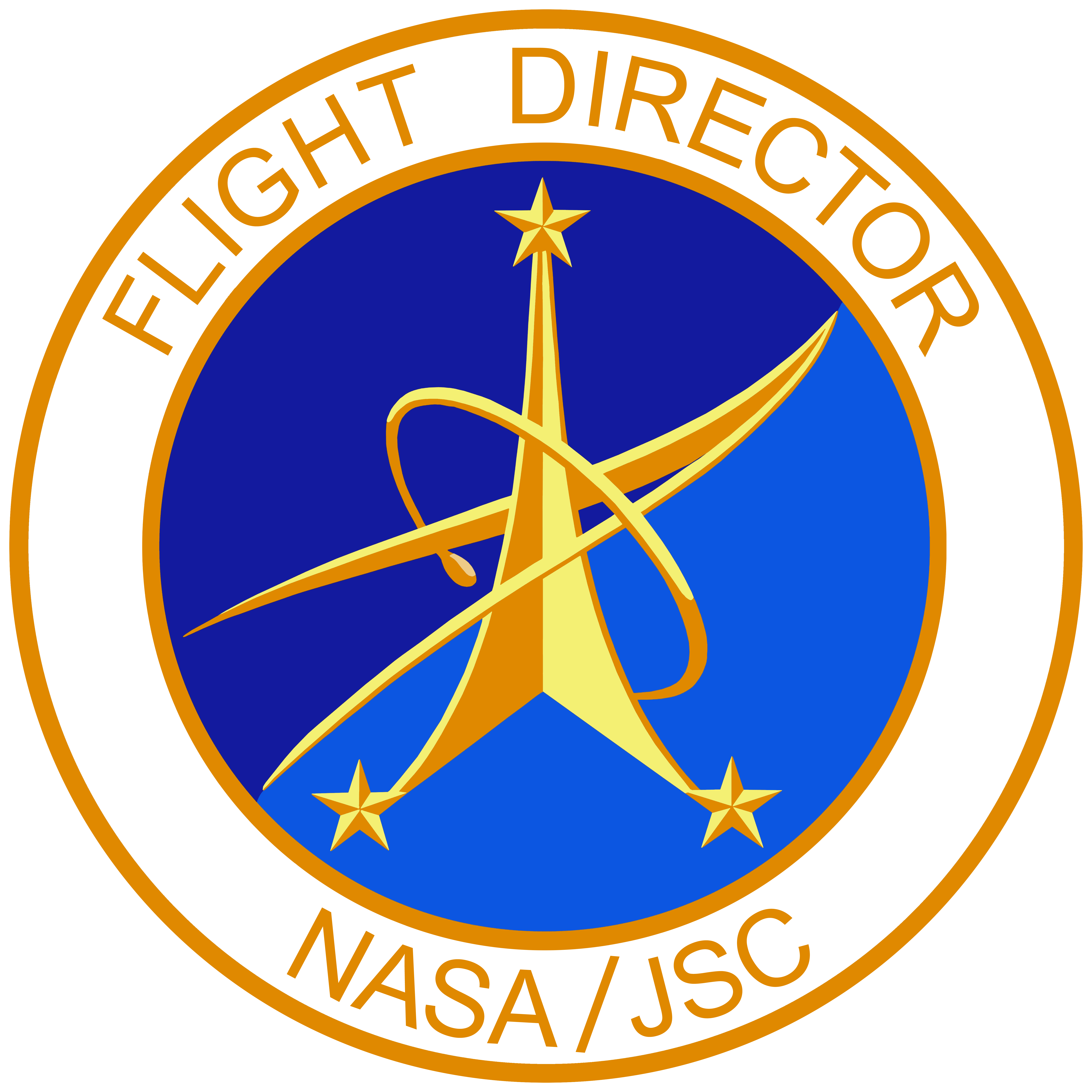
Lo stemma dei Direttori di volo della NASA

Ci sono alcune postazioni che hanno svolto e svolgeranno la stessa funzione nella squadra de controllo missione per ogni veicolo. Gli individui che servono in quelle postazioni possono essere diversi, ma saranno chiamati con lo indicativo di chiamata e svolgerà lo stesso ruolo.

### Direttore di volo (FLIGHT)

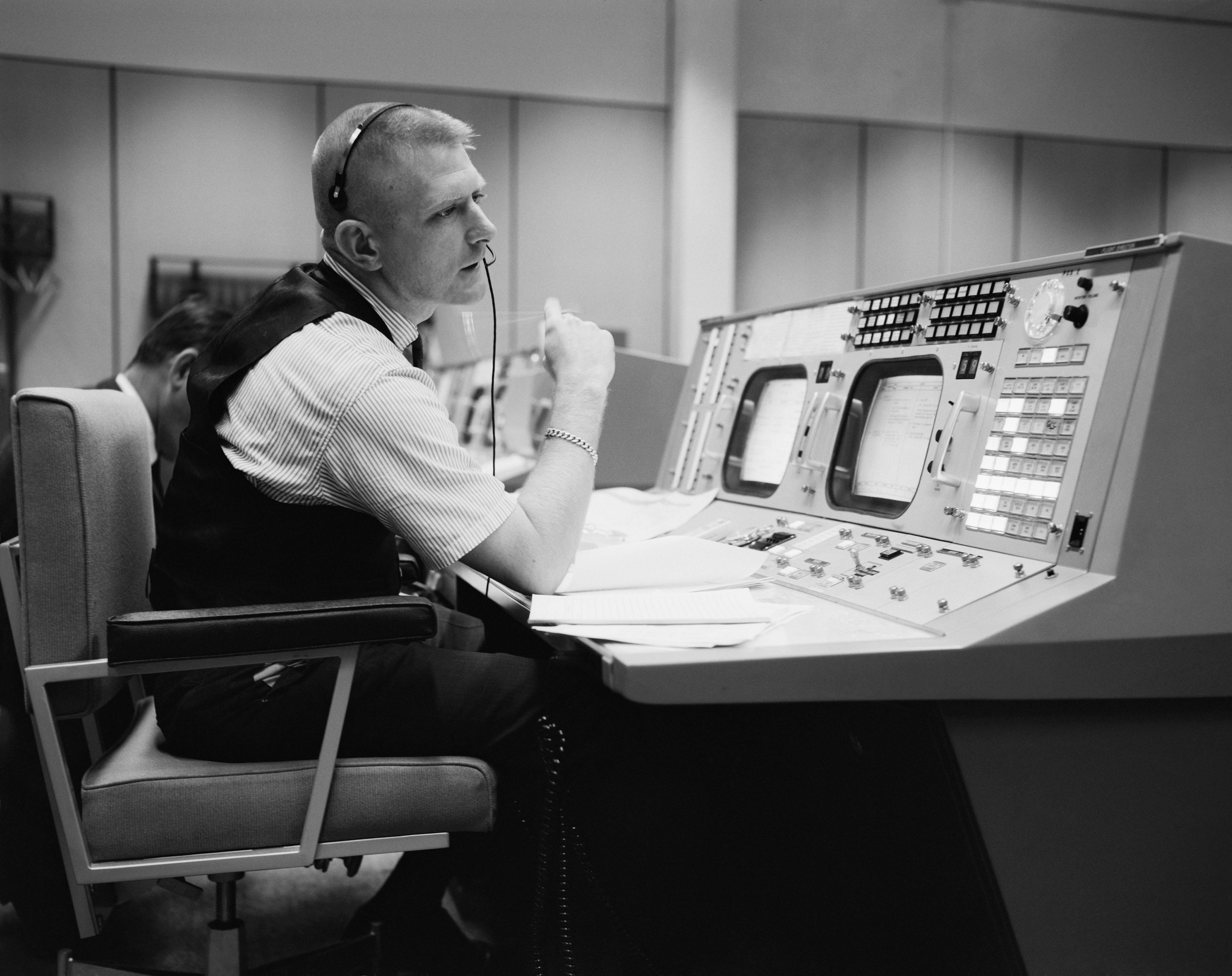
Il direttore di volo Gene Kranz alla sua postazione il 30 maggio 1965, nella MOCR del Centro di controllo missione Christopher C. Kraft Jr.

Guida la squadra dei controllori di volo e ha la responsabilità operativa generale per la missione, le operazioni del carico utile, l'equipaggio e per tutte le decisioni per ottenere una missione sicura e di successo. Questa persona monitora gli altri controllori di volo, rimanendo in costante comunicazione verbale con loro tramite canali chiamati loops.

### Flight Operations Directorate (FOD)
È un rappresentante della direzione del Johnson Space Center (JSC) ed è presente per aiutare il direttore di volo a prendere quelle decisioni che non hanno conseguenze sulla sicurezza della missione, ma che possono avere conseguenze sui costi o sulla percezione pubblica. Il FOD non può prevalere sul direttore di volo durante una missione. L'ex Direzione delle operazioni di missione (Mission Operations Directorate, MOD) è stata rinominata FOD quando la Direzione delle operazioni dell'equipaggio di volo (Flight Crew Operations Directorate, FCOD) è stata fusa con MOD a partire dall'agosto 2014.

### Spacecraft communicator (CAPCOM)
In generale, solo il CAPCOM comunica direttamente con l'equipaggio in orbita di un veicolo spaziale. L'acronimo risale al Programma Mercury quando la navicella era originariamente definita "capsula". La NASA riteneva importante che tutte le comunicazioni con gli astronauti nello spazio passassero attraverso un singolo individuo del Centro di controllo missione. Tale ruolo era precedentemente conosciuto come Capsule Communicator o CAPCOM ed è sempre stato ricoperto da un altro astronauta, spesso uno dei membri dell'equipaggio di riserva o di supporto. La NASA ritiene che un astronauta sia maggiormente in grado di comprendere la situazione a bordo del veicolo spaziale e di passare le informazioni nel modo più chiaro.
Per le missioni di lunga durata è presente più di un CAPCOM, ciascuno assegnato ad una squadra di controllori con turni diversi. Dopo che il Centro di controllo americano venne spostato al JSC nei primi anni '60, ogni CAPCOM ha utilizzato l'indicativo di chiamata Houston. Quando i non-astronauti comunicano direttamente con il veicolo spaziale, il CAPCOM agisce come Controllore delle comunicazioni.
Dal 2011, a causa della riduzione delle dimensioni del corpo astronauti alla fine del programma Shuttle, sono disponibili meno astronauti per eseguire i compiti di CAPCOM, per questo gli astronauti non ancora assegnati ad una missione e i controllori di volo svolgono anche il ruolo CAPCOM durante le missioni ISS. Nonostante ciò, sono sempre gli astronauti a occupare la postazione CAPCOM durante eventi critici come l'attracco di veicoli spaziali o attività extraveicolari (EVA).
Nel contesto di potenziali missioni con equipaggio su Marte, il Ames Research Center della NASA ha condotto prove sul campo di supporto informatico avanzato per astronauti e squadre scientifiche remote, per testare le possibilità di automatizzare il ruolo di CAPCOM.

### Flight Surgeon (SURGEON)
Il medico di volo dirige tutte le attività mediche durante la missione tra cui monitorare la salute dell'equipaggio tramite telemetria, fornire consulenza all'equipaggio e consigliare il direttore di volo dal punto di vista medico. Un canale di comunicazione privato può essere stabilito tra l'equipaggio in orbita e il medico di volo, per garantire la riservatezza medico-paziente.

### Public Affairs Officer (PAO)
Fornisce il commento della missione per integrare e spiegare le trasmissioni air-to-ground e le operazioni del Controllo missione ai mezzi d'informazione e al pubblico. L'individuo che ricopre questo ruolo è spesso definito colloquialmente come "La Voce del Controllo Missione".

## Postazioni del Controllo missione della ISS fino al 2010
Le postazioni del controllo missione della Stazione spaziale internazionale (ISS) utilizzate dalla NASA a Houston sono diverse da quelle utilizzate nei precedenti programmi della NASA. Queste differenze esistono principalmente per arginare la potenziale confusione che potrebbe altrimenti derivare dall'utilizzo dello stesso nome in due sale di controllo diverse durante le stesse operazioni, come quando lo Space Shuttle era attraccato alla Stazione Spaziale. Di seguito è riportato un elenco di queste postazioni dei controllori di volo situati nel Centro di Controllo Missione a Houston (MCC-H).
Postazioni precedentemente usate ma poi eliminate o modificate:
- Responsabile dell'assemblaggio e checkout (Assembly and Checkout Officer, ACO) – Postazione ritirata alla fine del programma Shuttle. Era responsabile dell'integrazione delle attività di assemblaggio e l'attivazione di tutti i sistemi e gli elementi della ISS. Coordinava con i controllori di volo della ISS e dello Shuttle l'esecuzione di queste attività. Associato a questa postazione, nella backroom era presente il controllore ACO Transfer, responsabile per lo scambio di merci tra lo Shuttle e la ISS.
- Responsabile dell'integrazione del carico utile (Cargo Integration Officer, CIO) – Postazione ritirata della sala principale che rispondeva per ISO e PLUTO
- Responsabile di servizio della Stazione (Station Duty Officer, SDO) – Durante le prime fasi dell'assemblaggio della ISS, quando la Stazione volava in volo libero (nessuno Shuttle agganciato) e senza equipaggio, l'SDO e il GC erano le uniche postazioni attive e veniva richiamato i controllori di altre postazioni solo in caso di necessità.

A partire dal 2001, la Sala di controllo della ISS ha ridotto le postazioni da sei a due, per ridurre il personale durante i periodi di bassa attività; questo concetto è conosciuto come Gemini. Dopo il completamento dell'assemblaggio, il concetto di Gemini è stato eliminato tornando alle posizioni principali di controllo della ISS.
- TITAN (Telemetry, Information Transfer, and Attitude Navigation) era responsabile dei sistemi di Comunicazione e Tracciamento (Communication & Tracking, CATO), Comando & Gestione dati (Command & Data Handling, ODIN) e Sistemi di controllo del movimento (Motion Control Systems, ADCO).

- ATLAS (Atmosphere, Thermal, Lighting and Articulation Specialist) era responsabile del Controllo termico (Thermal Control, THOR), del Controllo ambientale e del supporto vitale (Environmental Control & Life Support, ECLSS) e dei Sistemi di alimentazione elettrica (Electrical Power Systems, PHALCON). ATLAS era anche responsabile del monitoraggio dei riscaldatori Robotici (ROBO) e meccanici (Mechanical Systems, OSO), in quanto tali postazioni non erano supportate durante la maggior parte dei turni Gemini.

### Attitude Determination and Control Officer (ADCO)
Lavora in collaborazione con i controllori di volo russi per determinare e gestire l'orientamento della Stazione, controllato dai sistemi di controllo del movimento a bordo. Questa postazione prevede e calcola anche gli orientamenti e le manovre future della Stazione ed è responsabile dell'attracco dei veicoli con la ISS.
Postazioni associate nella backroom
- HawkI – fornisce un monitoraggio esperto di tutti i sistemi GNC (Guidance, Navigation, and Controls) americani, lasciando ad ADCO il coordinamento con gli altri controllori di volo e il MCC-M. Hawki è in realtà un insieme di abbreviazioni ingegneristiche comuni per elementi che influenzano o riflettono l'atteggiamento dell'ISS:
  - H – momento;
  - α – grado angolare;
  - ω – velocità angolare;
  - k – energia cinetica;
  - I – momento d'inerzia.

### Biomedical Engineer (BME)
Il BME monitora i sistemi della Stazione legati alla salute e le apparecchiature Crew Health Care Systems (CHeCS) dell'equipaggio. Fornisce supporto tecnico e operativo per i CHeCS e tutte le altre attività operative mediche. Insieme al SURGEON funge da rappresentante della Divisione delle operazioni mediche della squadra del controllo missione dell'USOS.

### Communication And Tracking Officer (CATO)
Responsabile della gestione e delle operazioni dei sistemi di comunicazione statunitensi, inclusi audio, video, telemetria e sistemi di comando.

### Environmental Control and Life Support System (ECLSS)
Responsabile dell'assemblaggio e del funzionamento dei sistemi relativi al controllo e all'approvvigionamento atmosferico, al controllo della temperatura e dell'umidità dell'aria in cabina, al flusso d'aria, al rilevamento e alla soppressione degli incendi, alla raccolta e al riciclo dell'acqua e attrezzature igieniche dell'equipaggio.

### ExtraVehicular Activity officer (EVA)
Responsabile di tutte le attività relative alle tute spaziali, alle attività extraveicolari e all'equipaggiamento quando l'attività extraveicolare (EVA) viene svolta dalla ISS.

### Inventory and Stowage Officer (ISO)
Responsabile del monitoraggio giornaliero e dell'inventario di tutti i carichi utili statunitensi sulla ISS. ISO è l'integratore per tutto il carico che viene consegnato da e per la ISS con i veicoli HTV, Dragon, Cygnus e in passato ATV.

### Integration Systems Engineer (ISE)
L'ISE è responsabile del collegamento dei sistemi della ISS e dei veicoli in visita che sono agganciati al segmento statunitense della ISS. È responsabile della sicurezza della ISS, ad esempio controlla che il veicolo in visita possa avvicinarsi, attraccare e integrarsi in modo sicuro con la ISS. Questo include HTV, Dragon, Cygnus e anche missioni di prova come il dispiegamento di Bigelow Expandable Activity Module (BEAM) e i nuovi veicoli con equipaggio Dragon 2 e CST-100 Starliner. ISE lavora a stretto contatto con il controllore VVO.

### Onboard data interfaces and networks (ODIN)
L'ODIN è responsabile del sistema di Comando e gestione dei dati (Command and Data Handling, C&DH), del Sistema dei computer portatili (Portable Computer System), del sistema d'allarme (Caution & Warning, C&W), delle interfacce con i sistemi avionici dei Partner Internazionali. Il sistema C&DH è costituito dai Multiplexer/DeMultiplexers (MDM), software di base in ogni MDM (non User Application Software), bus di dati MIL-STD-1553, interruttori del carico automatizzati (Automated Payload Switches, APS), rete in fibra ottica, Payload Ethernet Hub Gateway (PEHG) e rete Ethernet. Non sono inclusi le Ops LAN, i Station Support Computers (SSC) o il file server.
Postazioni associate nella backroom - Resource AVionics ENgineer (RAVEN)

### Operations planner (OPSPLAN)
Guida il coordinamento, lo sviluppo e la manutenzione delle attività a breve termine della Stazione, comprese le attività dell'equipaggio e del controllo missione. Tra le attività è presente la creazione e l'invio del piano di bordo della Stazione e il coordinamento e la manutenzione delle liste di inventario e stivaggio a bordo.
Postazioni associate nella backroom
- Real time Planning Engineer (RPE)
- Real time Planning Engineer Support (RPE-Support)
- Orbital Communications Adapter officer (OCA)
- Onboard Data File and procedures officer (ODF)

### Operations Support Officer (OSO)
Responsabile delle funzioni di supporto logistico che hanno in carico la manutenzione in orbita, i dati di supporto e la documentazione, i sistemi informativi logistici, la raccolta dei dati di manutenzione e l'analisi della manutenzione. OSO è anche responsabile dei sistemi meccanici, come quelli utilizzati per attaccare i nuovi moduli al veicolo durante l'assemblaggio.

### Plug-in port utilization officer (PLUTO)
Il nome PLUTO è stato ereditato dal ruolo originale del controllore di volo che doveva mantenere e coordinare le modifiche al segmento statunitense del piano di plug-in elettrico (Plug-in Plan, PiP). Il PiP è il monitoraggio di apparecchiature elettroniche portatili, assicurandosi che l'apparecchiatura collegata sia compatibile e che non violi i vincoli. Oltre a questo, PLUTO è responsabile della manutenzione dell'OPSLAN (Operations Local Area Network) e della JSL (Joint Station LAN). Ha capacità di amministrazione e monitoraggio remoto dei desktop in orbita da Terra. PLUTO è anche responsabile di alcuni obiettivi di test di sviluppo della Stazione (Station Developmental Test Objectives, SDTO) durante la missione. Ciò include la programmazione del Wireless Instrumentation System (WIS) e anche di comandi al desktop remoto per le attività del ROBONAUT, il robot umanoide presente sulla ISS.
Postazioni associate nella backroom – Hydra

### Power, heating, articulation, lighting control officer (PHALCON)
Gestisce le attività di generazione, immagazzinamento e distribuzione dell'energia.

### Remote Interface Officer (RIO)
Precedentemente noto come il Responsabile dell'interfaccia russa (Russian Interface Officer, RIO). Responsabile dell'integrazione delle operazioni tra MCC-Houston (MCC-H) e gli altri centri di controllo dei Partner internazionali. Il controllore RIO ha una postazione nel FCR-1 del MCC-Houston e lavora a stretto contatto con le squadre di Houston Support Group (HSG) situati presso i Centri di controllo dei Partner internazionali:
- HSG-Mosca (HSG-M): squadre di controllori della NASA che lavorano con i controllori di volo russi presso il MCC-Mosca (MCC-M). Responsabile dell'integrazione delle operazioni tra MCC-H e MCC-M. L'HSG-M ha continuato le operazioni del MCC-H anche durante gli uragani Lili e Rita (rispettivamente 2002 e 2005).
- HSG-Columbus (HSG-C): piccola squadra di controllori della NASA che sono stati responsabili dell'integrazione delle operazioni MCC-H e Columbus Control Centre (COL-CC) a Oberpfaffenhofen, vicino a Monaco di Baviera, in Germania. Dopo il completamento della messa in servizio di Columbus nell'agosto 2008, questa squadra ha interrotto le operazioni.
- HSG-ATV (HSG-A): piccola squadra di controllori della NASA responsabili dell'integrazione delle operazioni MCC-H e Autonomous Transfer Vehicle (ATV) presso ATV-CC vicino a Tolosa, in Francia. Dopo il completamento della missione ATV5 nel febbraio 2015, questa squadra ha interrotto le operazioni.
- HSG-Japan (HSG-J): piccola squadra di controllori della NASA responsabili dell'integrazione delle operazioni MCC-H e Japanese Experiment Module (JEM) e H-II Transfer Vehicle (HTV) presso lo Space Station Integration and Promotions Center (SSIPC) di Tsukuba, in Giappone vicino a Tokyo. Questa squadra ha interrotto le operazioni permanenti nell'ottobre 2008, ma in seguito ha supportato temporaneamente le missioni STS-127 e HTV-1.

### Robotics operations systems officer (ROBO)
Responsabile delle operazioni del Mobile Servicing System canadese, che comprende un sistema di base mobile, un braccio robotico della stazione (Canadarm2) e la mano robotica della stazione. ROBO rappresenta una squadra congiunta di specialisti CSA-NASA per pianificare ed eseguire le operazioni robotiche.

### Thermal operations and resources (THOR)
Responsabile dell'assemblaggio e del funzionamento di più sottosistemi della Stazione che raccolgono, distribuiscono e disperdono il calore in eccesso da apparecchiature critiche e carichi utili.

### Trajectory operations officer (TOPO)
Responsabile della traiettoria della Stazione. Il controllore TOPO lavora in collaborazione con i controllori russi, ADCO e il U.S. Space Command per mantenere aggiornati i dati riguardanti la posizione orbitale della Stazione. TOPO pianifica tutte le manovre orbitali della Stazione.

### Visiting vehicle officer (VVO)
VVO è il collegamento tra la ISS e veicoli in visita, come le navicelle cargo Sojuz, Progress, Dragon, Cygnus, HTV e i nuovi veicoli con equipaggio Dragon 2 e CST-100 Starliner.

## Postazioni del Controllo missione della ISS dal 2010 – presente
Dopo il completamento dell'assemblaggio nel 2010, le postazioni principali del controllo missione della ISS sono state reintrodotte e il concetto di Gemini è stato eliminato. Mentre le altre postazioni di specializzazione – ADCO, BME, EVA, ISO, ISE, OPSPLAN, OSO, PLUTO, RIO, ROBO, TOPO, e VVO – sono rimaste invariate, le nuove postazioni introdotte sono:

### Communications RF Onboard Networks Utilization Specialist (CRONUS)
Si tratta di una combinazione delle postazioni precedenti ODIN e CATO. È responsabile del controllo e del monitoraggio dei sistemi di comando e dati di bordo (ad esempio computer). Le videocamere, sia a bordo che esterne, sono gestite da CRONUS. Il Caution & Warning System viene utilizzato anche per avvisare l'equipaggio e i controllori di volo di situazioni di emergenza gravi e pericolose. Le comunicazioni radio, sia per la comunicazione space-to-ground (Banda S e Banda Ku) che per la comunicazione space-to-space (C2V2), sono gestite da CRONUS.
Postazioni associate nella backroom – RAPTOR

### Environmental and Thermal operating systems (ETHOS)
Responsabile del sistema ECLSS e dei sistemi di controllo termico interno del THOR.
Postazioni associate nella backroom – TREC

### Station power, articulation, thermal, and analysis (SPARTAN)
Responsabile dell'alimentazione elettrica (il vecchio PHALCON) e dei sistemi di controllo termico esterno del THOR.
Postazioni associate nella backroom – SPOC